# André Gunthert
André Gunthert (né le 20 décembre 1961) est un historien de l'art et un universitaire français, maître de conférences à l’École des hautes études en sciences sociales (EHESS), où il occupe la chaire d'histoire visuelle. 
Historien des cultures visuelles, il est spécialiste de l'histoire de la photographie et de l'édition illustrée. Fondateur de la revue Études photographiques (1996-2017), animateur du Laboratoire d'histoire visuelle contemporaine (Lhivic, 2005-2016) qui constitue la première équipe de recherche française consacrée au champ des Visual Studies et du média scientifique collaboratif Culture visuelle (2009-2014), il participe au développement des études visuelles francophones.

## Biographie
André Gunthert soutient en 1999 à l'EHESS un doctorat en histoire de l'art intitulé « La conquête de l'instantané. Archéologie de l'imaginaire photographique en France, 1841-1895 » sous la direction de Louis Marin puis de Hubert Damisch.
De 1989 à 2001, il est chargé de cours en tant que doctorant puis postdoc dans les universités de Paris VIII, Paris III, à l’École nationale de la photographie d’Arles et à l’université de Mannheim. Il est élu en 2001 maître de conférences à l’EHESS.
Auteur de nombreux articles et ouvrages consacrés à l’histoire des pratiques de l’image, son premier livre est consacré à Albert Londe : L’Instant rêvé, préfacé par Louis Marin. En 1996, il traduit la Petite histoire de la photographie de Walter Benjamin. En 2007, il codirige avec Michel Poivert L'Art de la photographie aux éditions Citadelles-Mazenod, (prix de l'académie des Beaux-Arts). Ses recherches portent en particulier sur la « révolution technologique » constituée par l'arrivée de l'image instantanée au XIXe siècle. Il poursuit actuellement ses recherches sur les nouveaux usages de l’image numérique et les usages ordinaires des images.
En 2005, il crée son premier blog consacré aux études visuelles, intitulé Actualités de la recherche en histoire visuelle (1001 billets, 2005-2009). En janvier 2007, il co-signe une tribune intitulée Le droit aux images à l'ère de la publication électronique avec Didier Rykner, Jean-Baptiste Soufron, Giovanni Careri et Corinne Welger-Barboza. En 2009, il lance un média collaboratif d'enseignement et de la recherche nommé Culture visuelle, composés de divers carnets de chercheurs dans la discipline, puis Totem (250 billets, 2009-2014) et L'Atelier des icônes (384 billets, 2009-2014). Ouvert en septembre 2014, L'Image sociale prend la suite des blogs précédents en proposant, tel un carnet de recherche, une extension publique de ses séminaires de recherche en s'inspirant de leurs fonctionnements. Dans son approche il défend l'idée d'analyser l'ensemble d'images car, « à ses yeux la photographie, le cinéma ou la télévision forment une seule « culture visuelle » au sein de laquelle on peut repérer des motifs récurrents ».
Associé au sauvetage et au redressement de la plus ancienne association de photographes, la Société française de photographie, il y exerce la fonction de secrétaire général (1993-2005), en relance le Bulletin dès 1994 puis fonde en 1996 la revue Études photographiques dont le dernier numéro, le no 35, paraît au printemps 2017, la revue s'arrêtant pour des raisons économiques comme il l'explique dans son billet de blog, « Études photographiques, Clap de fin ».
Depuis 2015, il publie ses réflexions sous forme de chroniques pour le magazine photo Fisheye Magazine et, depuis 2017, sur le site d'Arrêt sur images dans la rubrique Le regard oblique [source insuffisante].

## Publications

### Ouvrages
- L'Instant rêvé, Albert Londe, avec Denis Bernard, préface de Louis Marin, Nîmes, éd. Jacqueline Chambon, 1993
- L'Art de la photographie, avec Michel Poivert (dir.), Paris, éditions Citadelles & Mazenod, 2007 — prix de l’Académie des beaux-arts[3] ; traduction italienne par L. Cetti, Electa, Milan, 2008 ; traduction espagnole par M. Garcia, Lunwerg, Barcelone, 2009.
- Paris 14-18. La guerre au quotidien. Photographies de Charles Lansiaux, avec la collaboration d’Emmanuelle Toulet, Paris, Paris Bibliothèques, 2014
- L'Image partagée. La photographie numérique[12], Paris, Textuel, 2015

### Articles
- Avec David Campany, Matthew S. Witkovsky et Olivier Lugon, « Histoire(s) de la photographie », Perspective, 1 | 2013, 119-128 [mis en ligne le 30 décembre 2014, consulté le 31 janvier 2022. URL : http://journals.openedition.org/perspective/1925 ; DOI : https://doi.org/10.4000/perspective.1925].